# Американски камили
Американските камили (Camelops), наричани още камелопс са изчезнал род от семейство Камилови, които са обитавали Северна Америка допреди около 12 000 години. Причина за изчезването им е застудяването, обхванало Земята по време на последния ледников период.
По размери, американската камила е наподобявала съвременните, макар че е била малко по-едра. Теглото е било около 800 – 1000 кг.
Когато преди 3 милиона години Северна Америка се свързва с Южна Америка и много животински видове преминават от единия на другия континент по време на големия междуамерикански обмен, предшественици на американската камила навлизат в южния континент. Техни потомци са съвременните лами от Андите и Патагония и изчезналите макрокении.

## Видове
- Camelops sulcatus
- Camelops huerfanensis
- Camelops kansanus
- Camelops traviswhitei
- Camelops hesternus
- Camelops minidokae